# Euryopis galeiforma
Euryopis galeiforma là một loài nhện trong họ Theridiidae.
Loài này thuộc chi Euryopis. Euryopis galeiforma được Chuandian Zhu miêu tả năm 1998.